# Гора Кубрика
Гора Кубрика (англ. Kubrick Mons) — гора на супутнику Плутона Хароні, найпримітніша з низки гір, що височіють із западин на рівнині Вулкана. Виявлена зондом New Horizons 15 липня 2017 року. Названа на честь Стенлі Кубрика; МАС затвердив цю назву 11 квітня 2018 року. Цю та подібні їй гори іноді називають Хароновою Горою в рову або Рівчастою горою (англ. Mountain in a Moat, Moat Mountain).

## Фізичні ознаки
Гора Кубрика становить 20-25 км у поперечнику і 3-4 км заввишки. Її особливістю є рів навколо завглибшки 1-2 км. На квітень 2018 року не відомо, як вона утворилася. Однак існує припущення, що вона може бути кріовулканом, а западина може бути результатом випаровування води та аміаку[прояснити]. На травень 2018 року цю гіпотезу не підтверджено і не спростовано.